# 匈牙利议会大厦
匈牙利國會大廈是匈牙利國民議會的辦公地點，也是布达佩斯乃至整個匈牙利的著名地標。
匈牙利國會大廈位於多瑙河東岸的佩斯科蘇特廣場，由匈牙利建築家什泰因泰爾·伊姆雷設計，外觀是哥德復興式風格，開業於1902年，該建築也是匈牙利最大的建築。

## 歷史

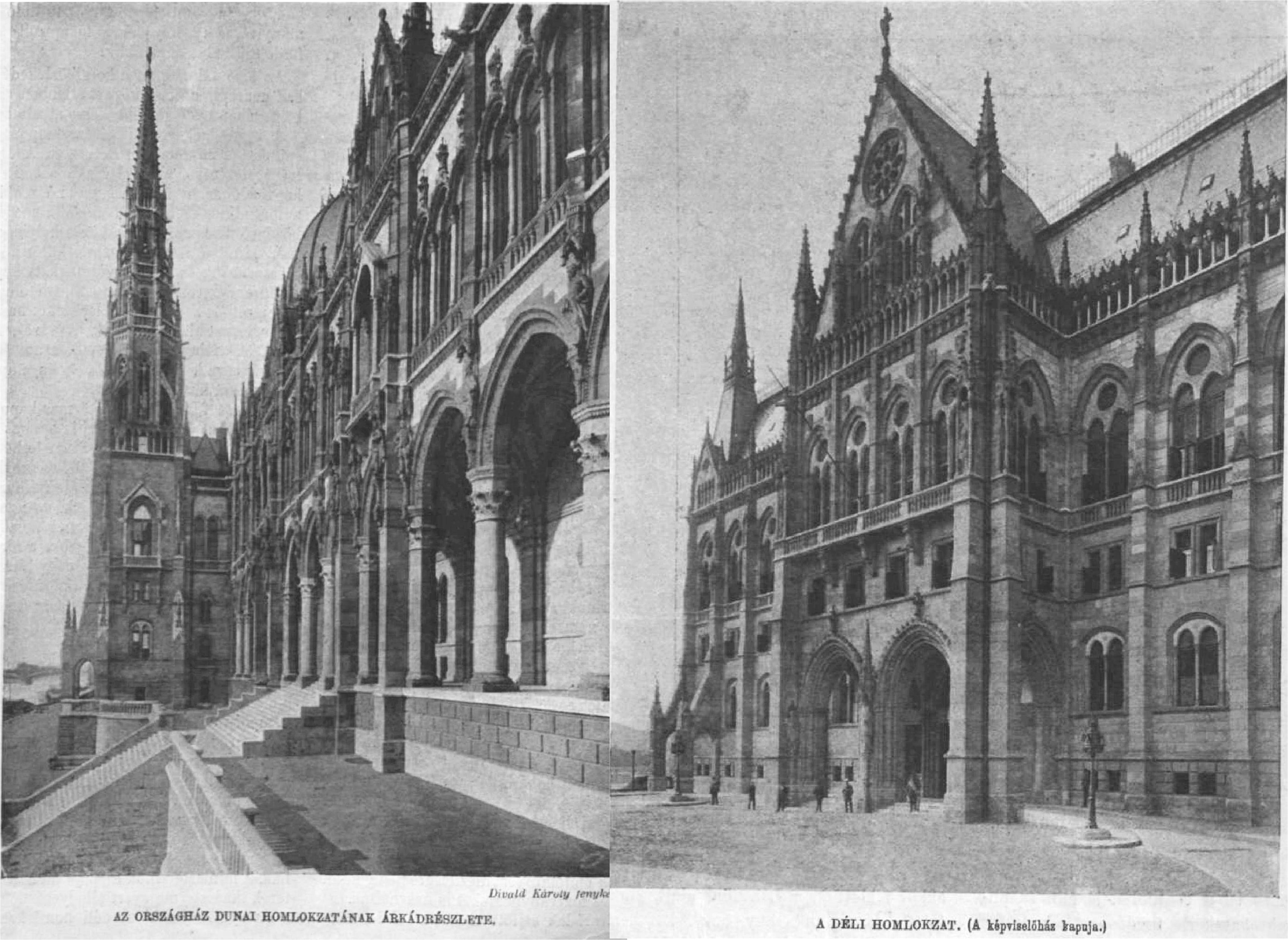
1905年的國會大廈

布達佩斯在1873年設市，由布達、歐布達、佩斯三個城市合併而成。七年之後，匈牙利王國議會決定修建一座新的國會大廈。這座建築被計劃修建在面向多瑙河的地方，並舉辦國際競賽徵集設計方案，最後選擇了什泰因泰爾·伊姆雷的方案。另外兩個參選方案後成為布達佩斯民族學博物館和匈牙利農業部的建築。這兩座建築均面向國會大廈。建築自1885年開始動工，在1896年匈牙利大公國建國1000週年之際大致竣工，直到1904年才完全竣工。大約10萬人參與了國會大廈的建築工作。建築使用了4000萬塊磚、50萬塊寶石和40（88磅）黃金。第二次世界大戰後，匈牙利成為一院制國家。現在匈牙利政府僅適用這座建築的一小部分。在匈牙利人民共和國期間，建築尖頂頂部曾裝有一顆紅星，但在共產黨政權垮台之後，這顆紅星在1990年被拆除。絮勒什·马加什於1989年10月23日在國會大廈面向科蘇特廣場的陽台上宣布匈牙利共和國的成立。

## 特徵

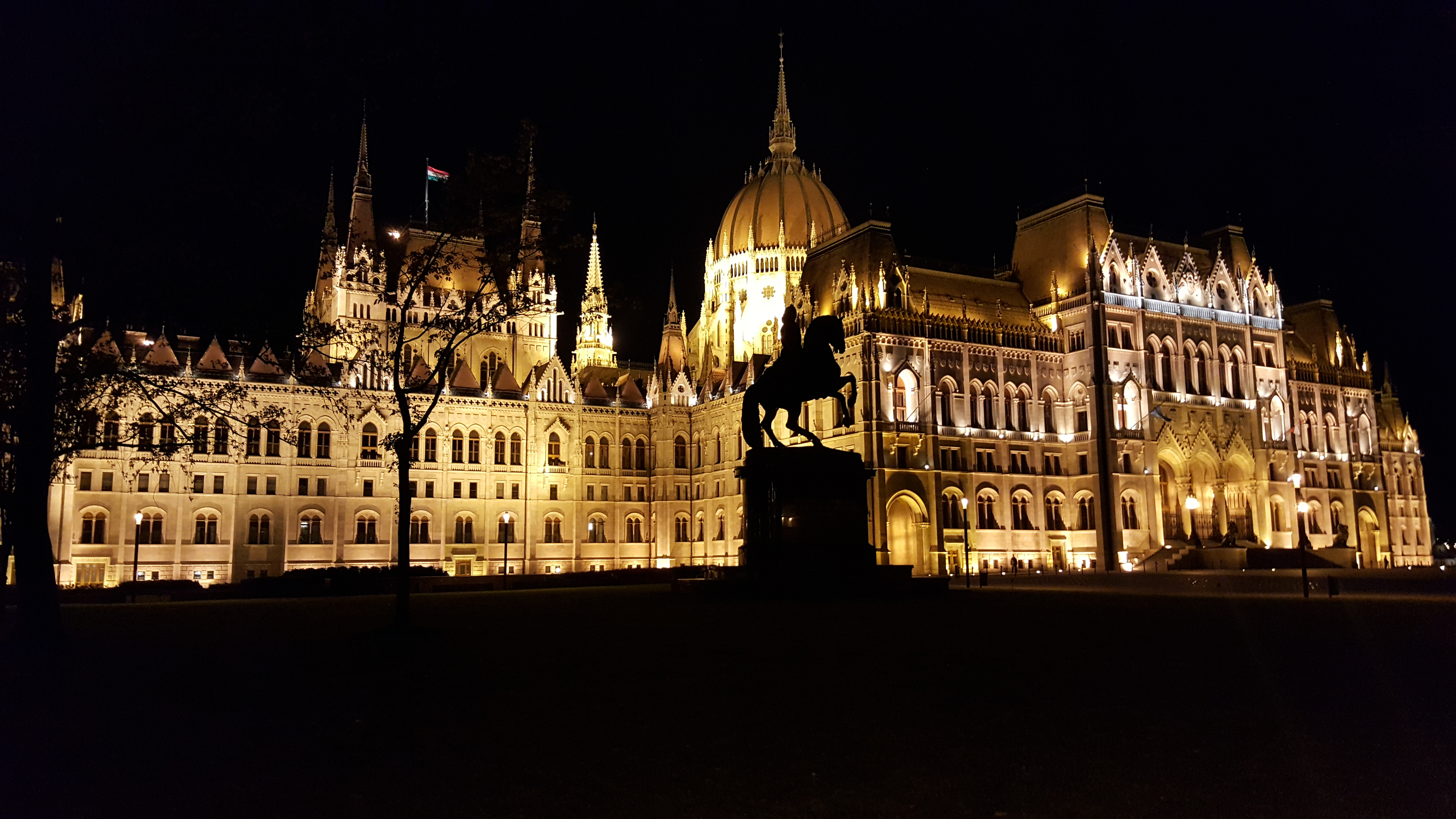
匈牙利國會大廈夜景

匈牙利國會大廈的外觀是哥德復興式風格，擁有對稱的立面和中央的圓頂。圓頂是新文藝復興風格。國會大廈的內部也高度對稱，在建築兩側擁有兩個相同的議會大廳。現在這兩個議會大廳的其中之一仍在使用，用做匈牙利國民議會的開會地點。另一個則用於儀式、會議和遊客參觀。國會大廈長268米（879英尺），寬123米（404英尺）。建築內部有10個庭院，13個乘客用和貨物用電梯，27個大門，29處樓梯和691個房間。國會大廈高96米（315英尺），和聖伊什特萬聖殿並列為布達佩斯最高的兩座建築。數字「96」取自於匈牙利建國1000週年（1896年）。
國會大廈正面臨多瑙河，但正式的入口位於建築東側的廣場。匈牙利國會大廈內外在牆上共設有242座雕像。正面展示了匈牙利歷代統治者、特蘭西瓦尼亞歷代統治者和著名軍事人物的雕像。窗戶上雕有匈牙利國王和公爵的文章。東側階梯的兩側有兩頭獅子。中央大廳外形為16角形，匈牙利聖冠自2000年開始在中央大廳保管展示。

## 郵票

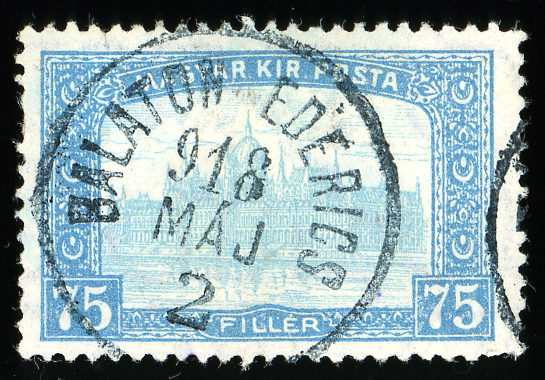
1918年郵票上的國會大廈
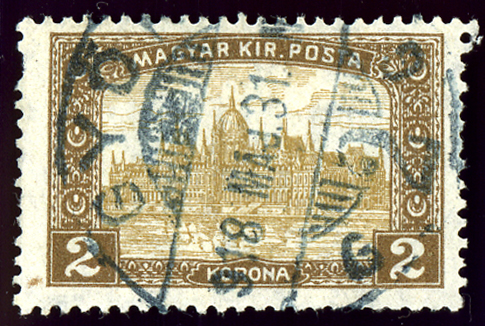
1918年郵票上的國會大廈

在1917年至1921年，匈牙利國會大廈在郵票上的登場次數超過50次。

## 圖像集

### 內部

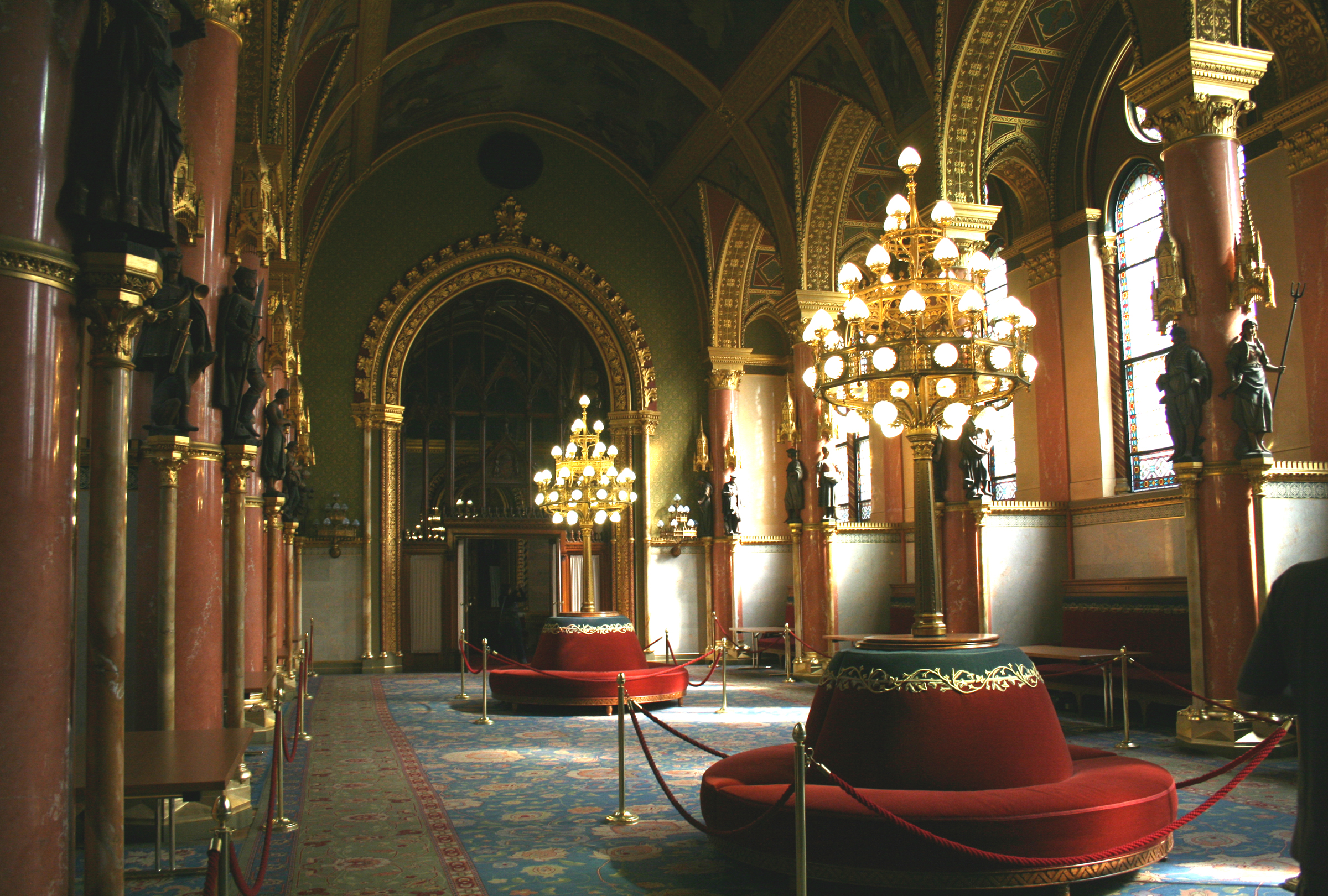
一個房間的內部裝飾
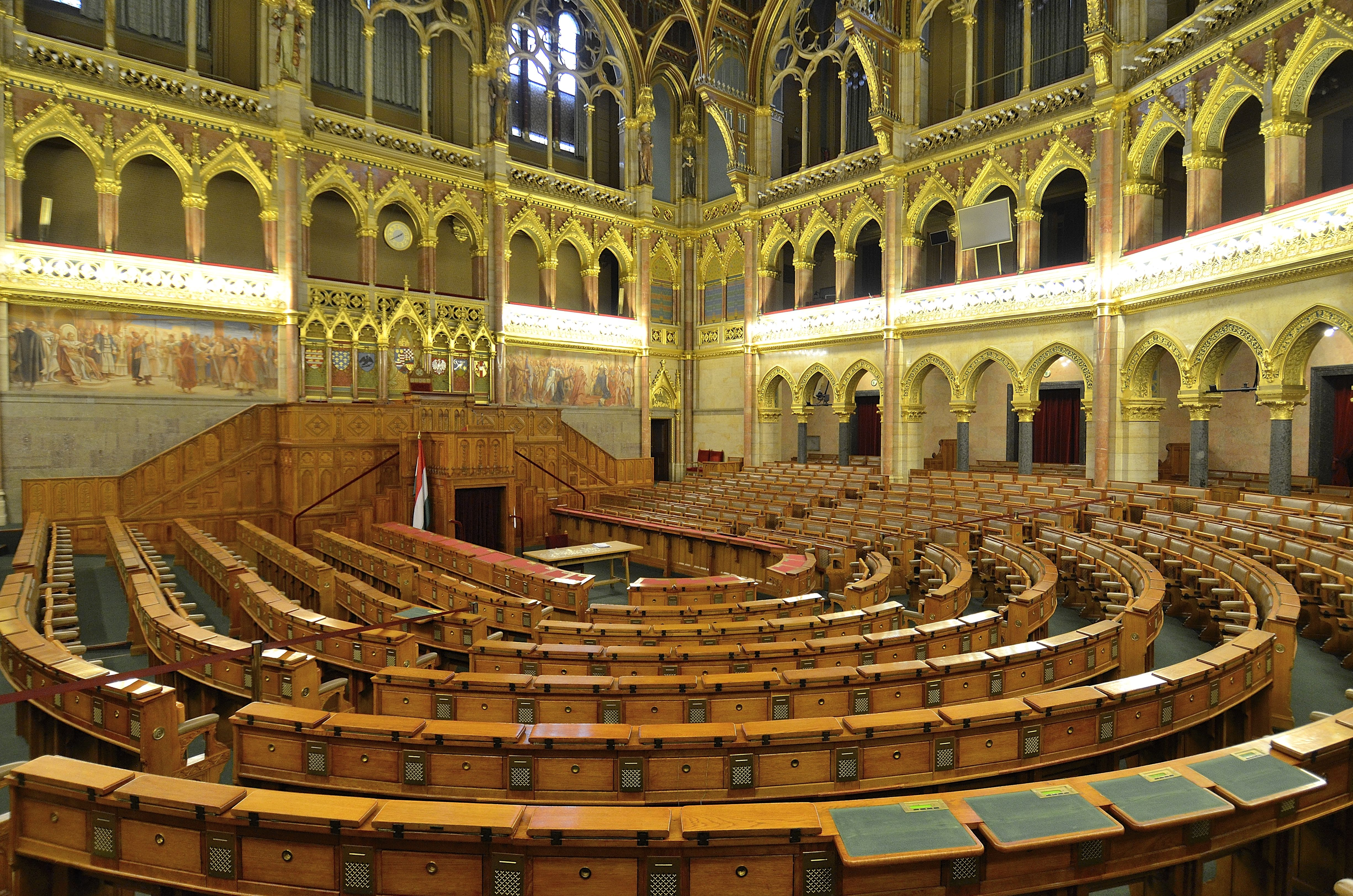
國會會場
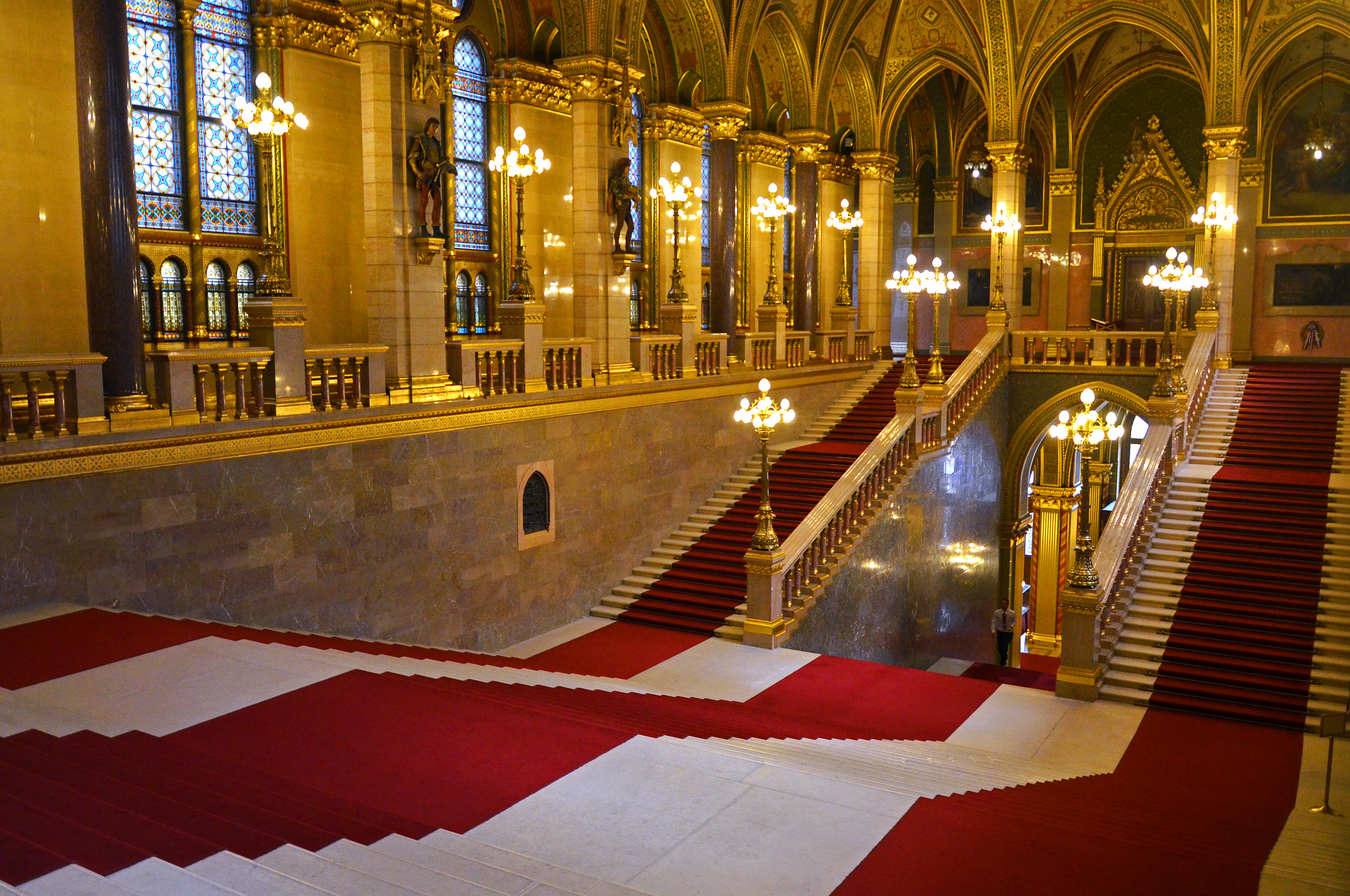
大廈內的主樓梯
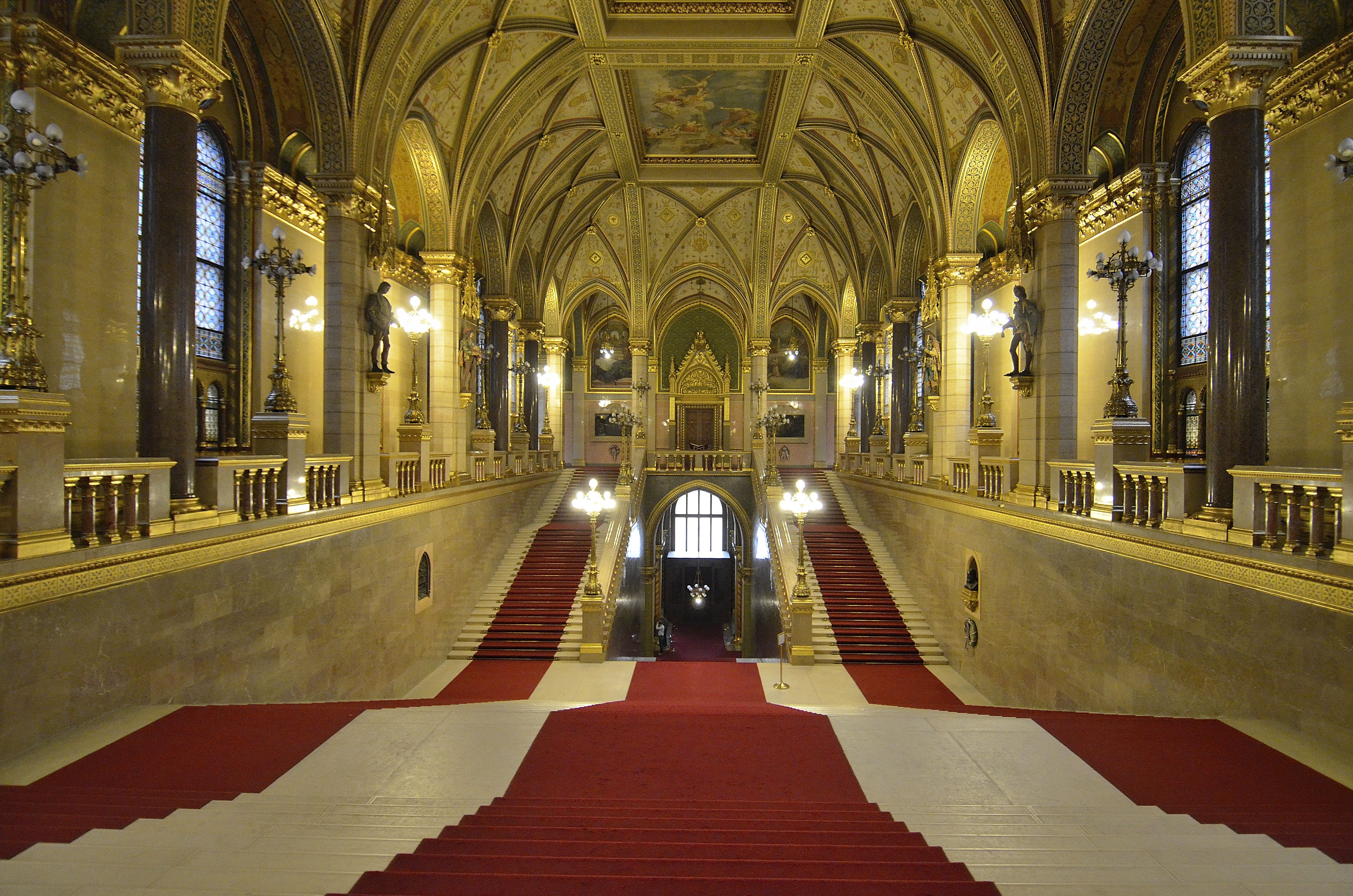
主樓梯
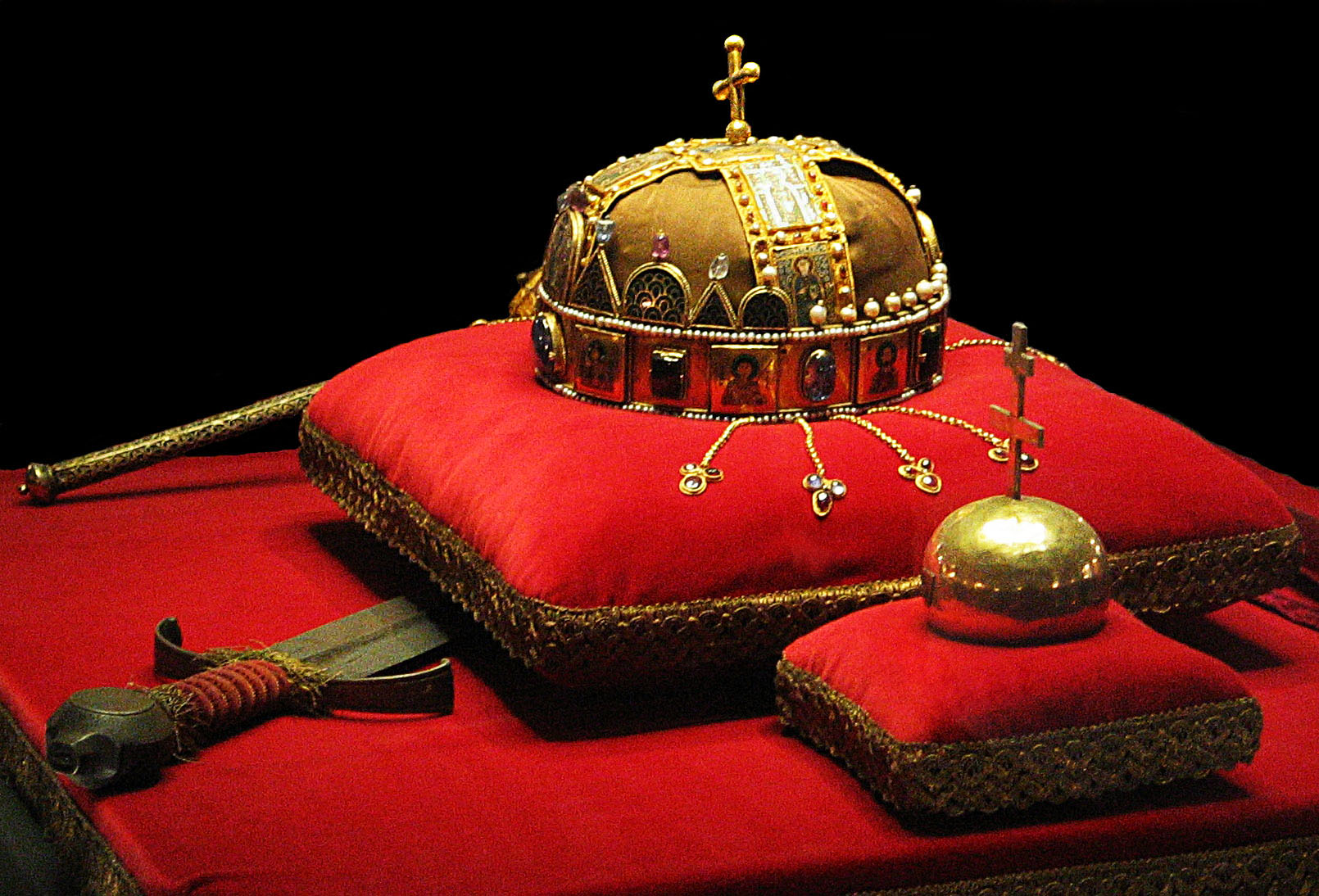
中央大廳收藏有匈牙利聖冠
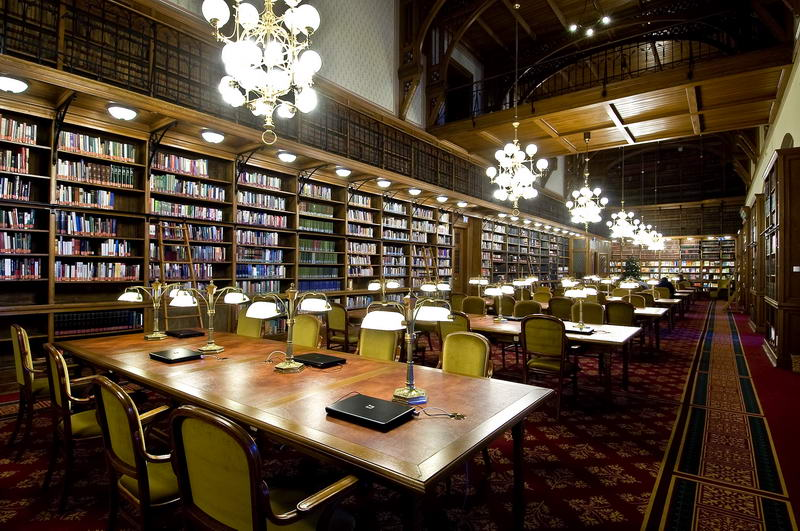
國會圖書館
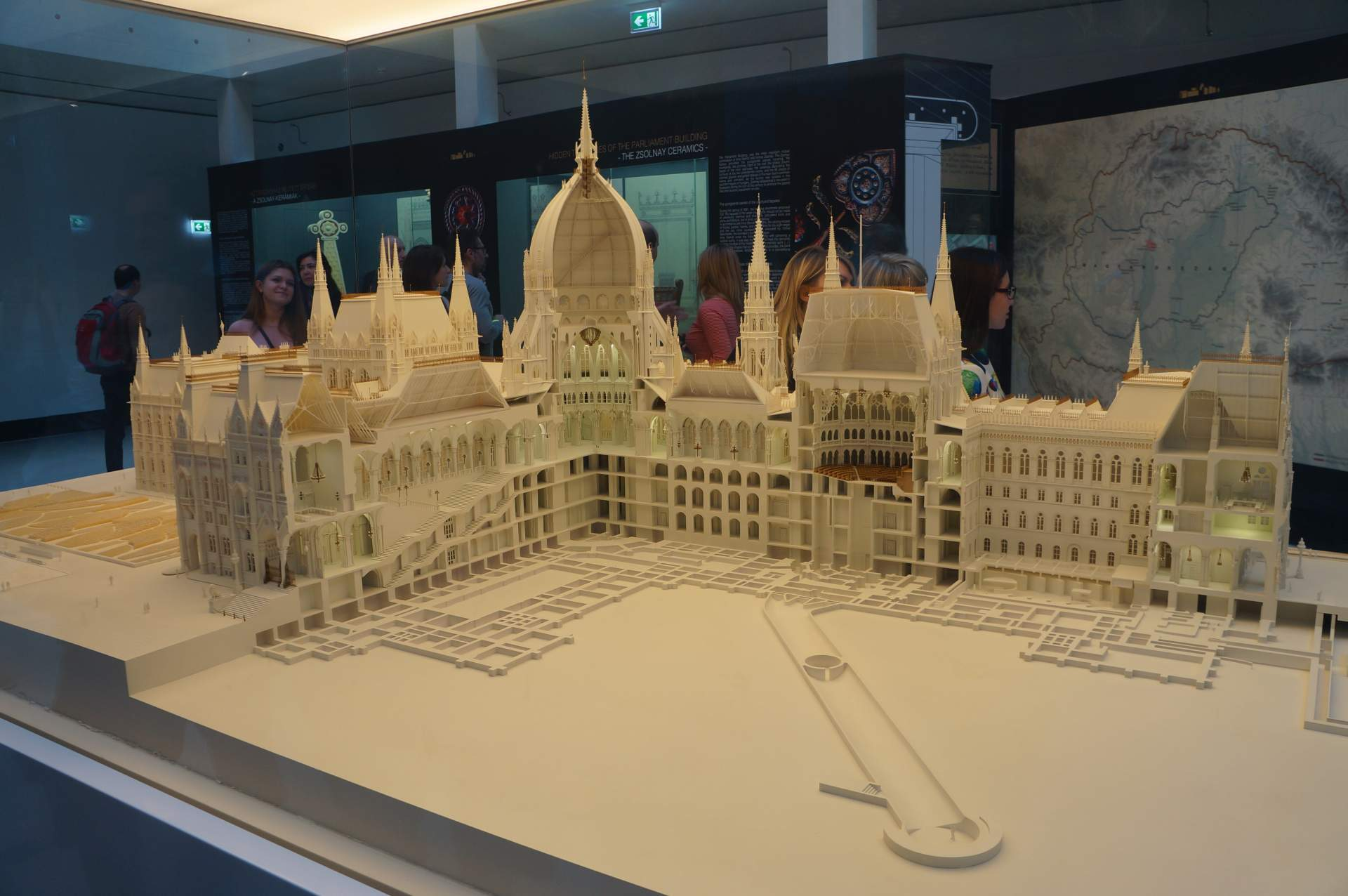
建築模型

### 外部

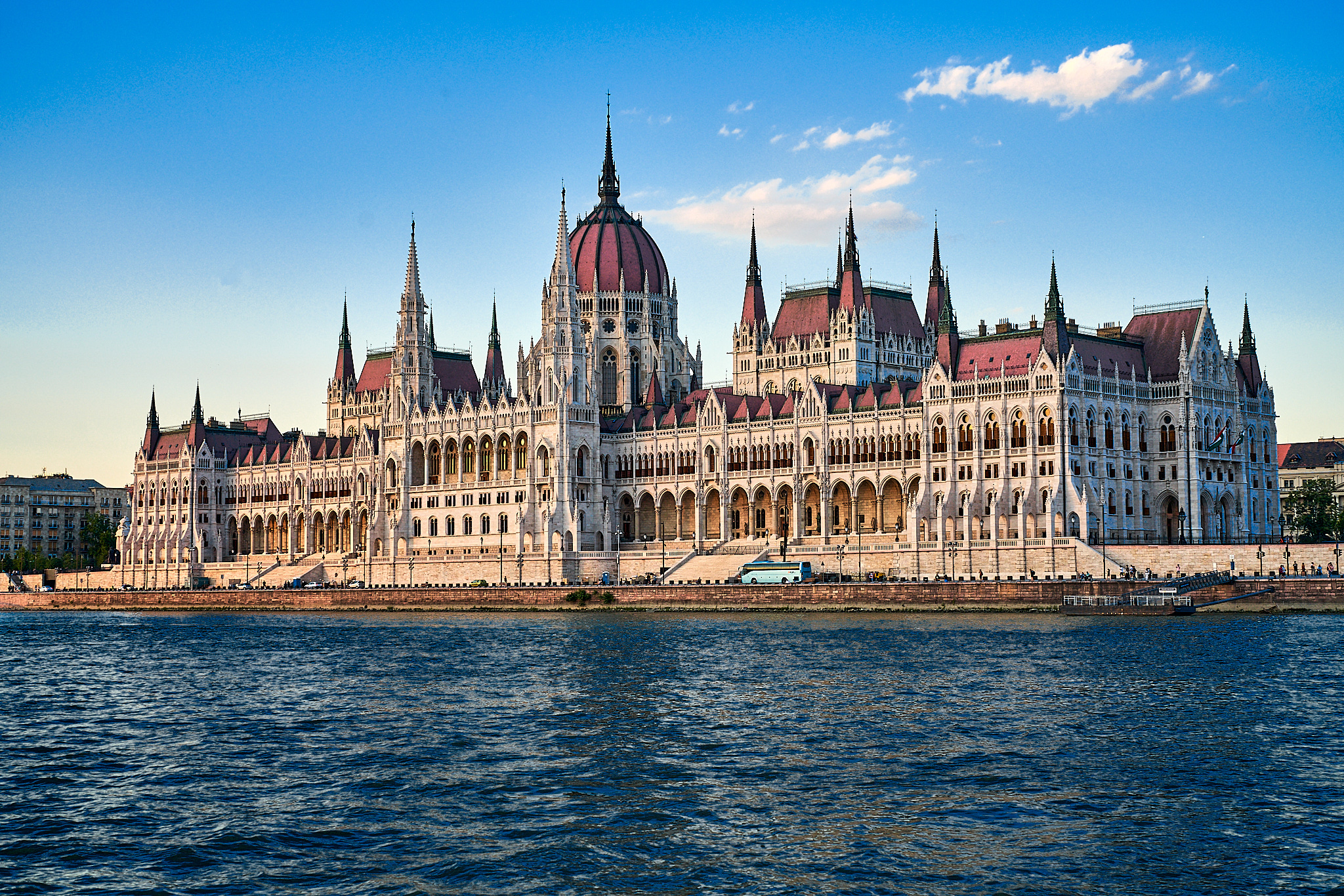
自多瑙河遊船望國會大廈
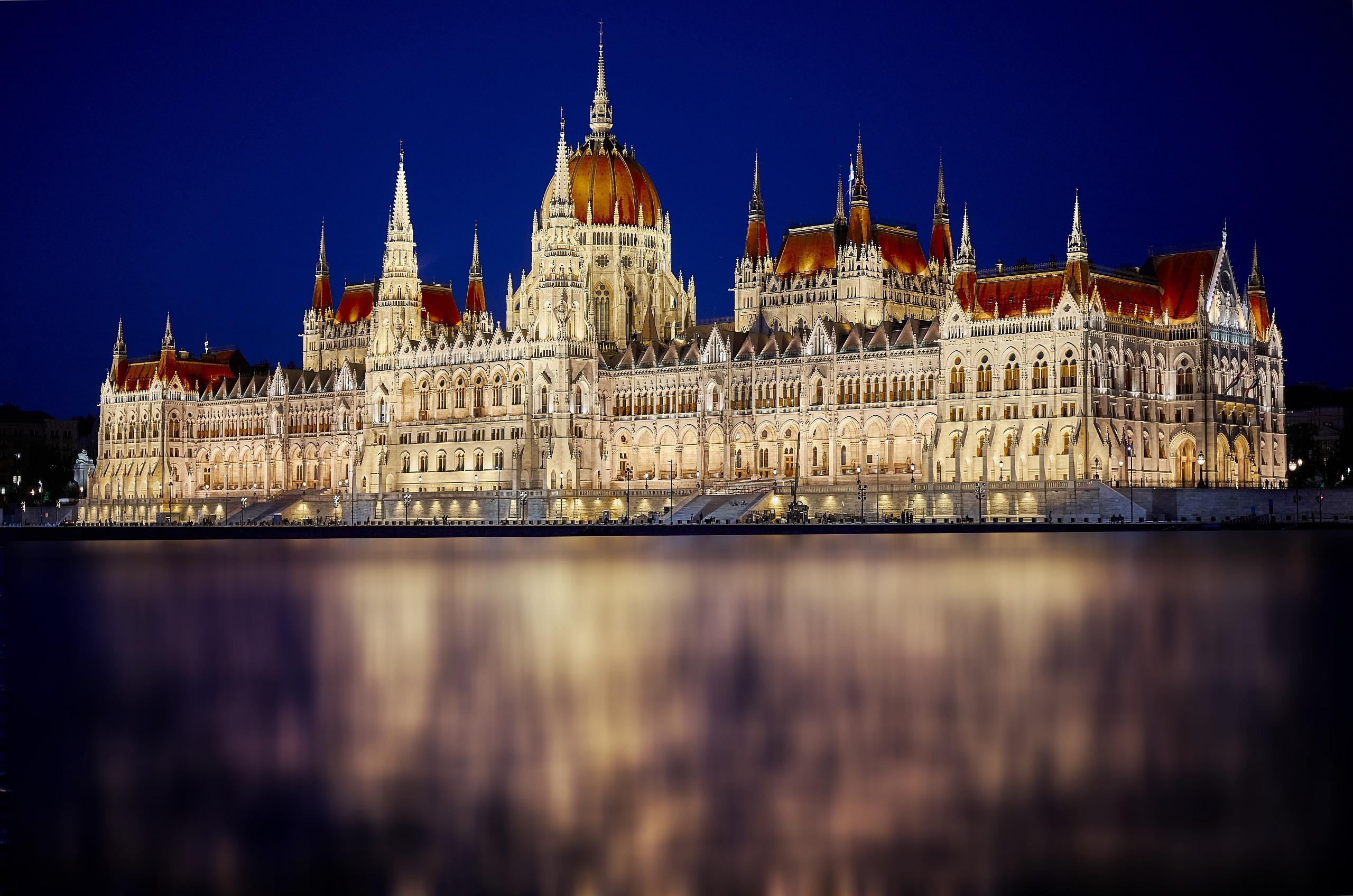
夜晚的外觀
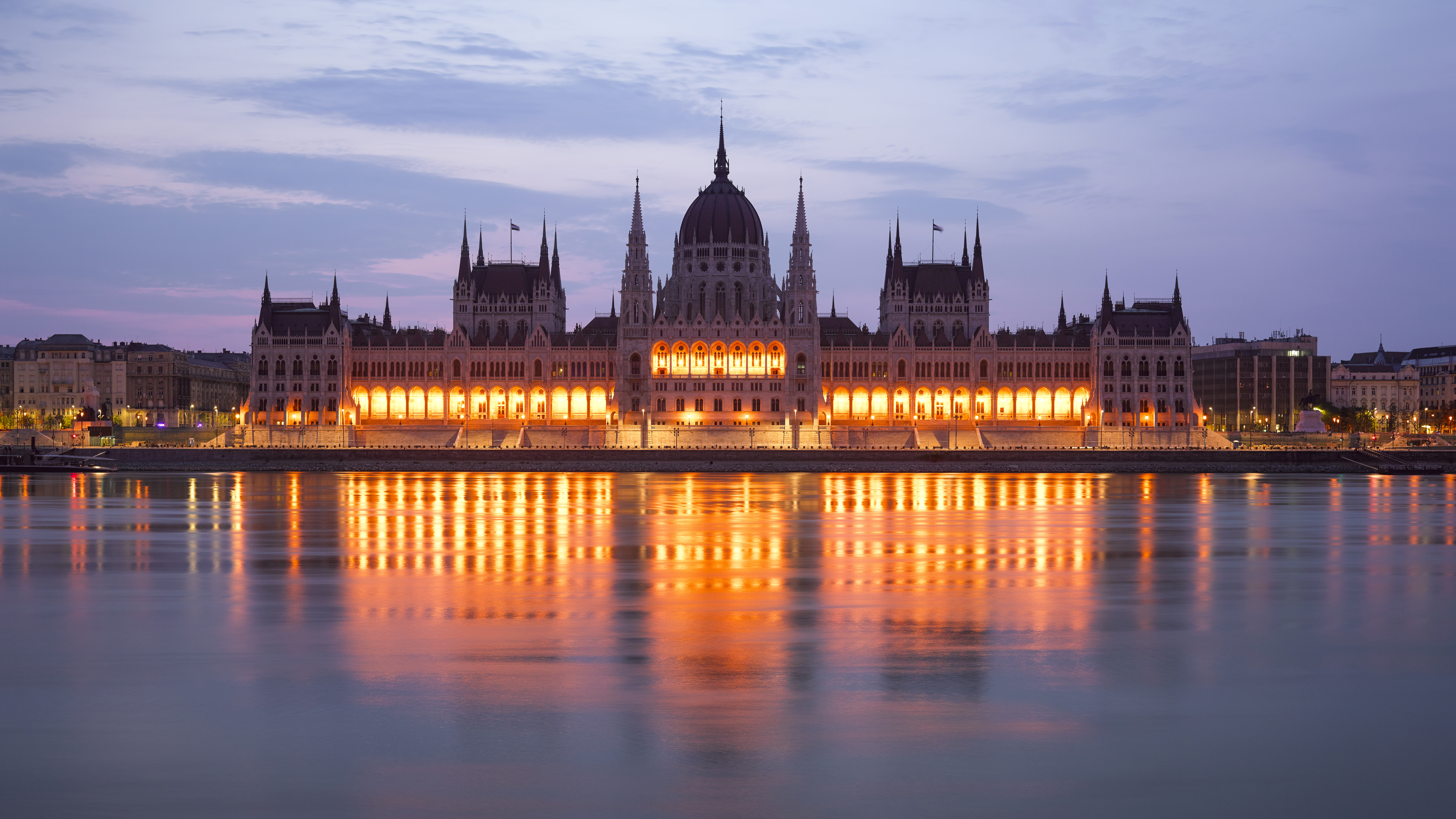
正面的夜間外觀
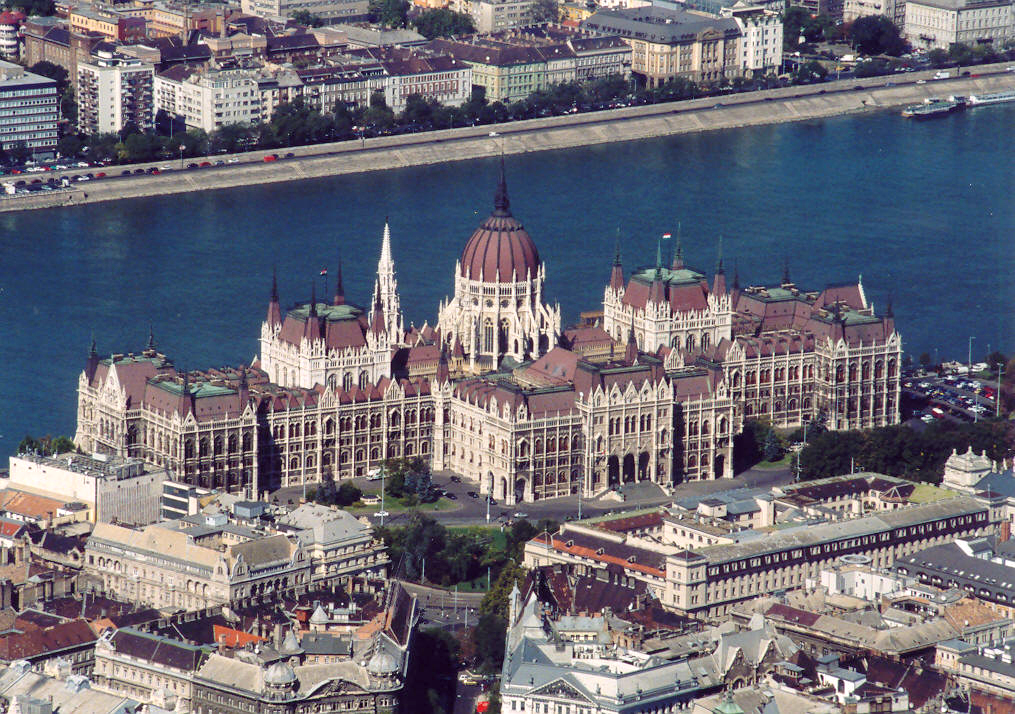
背面
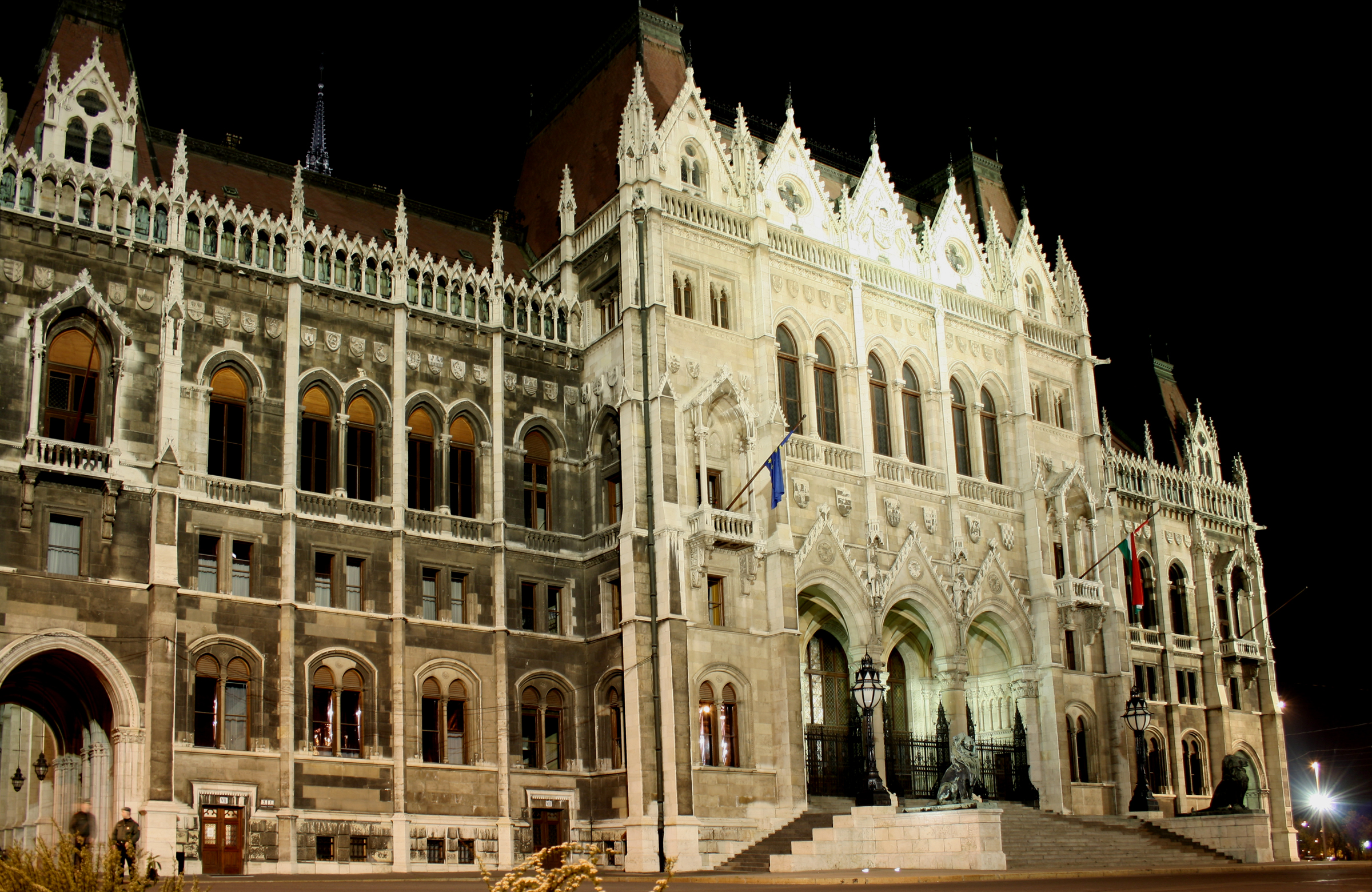
背面夜景
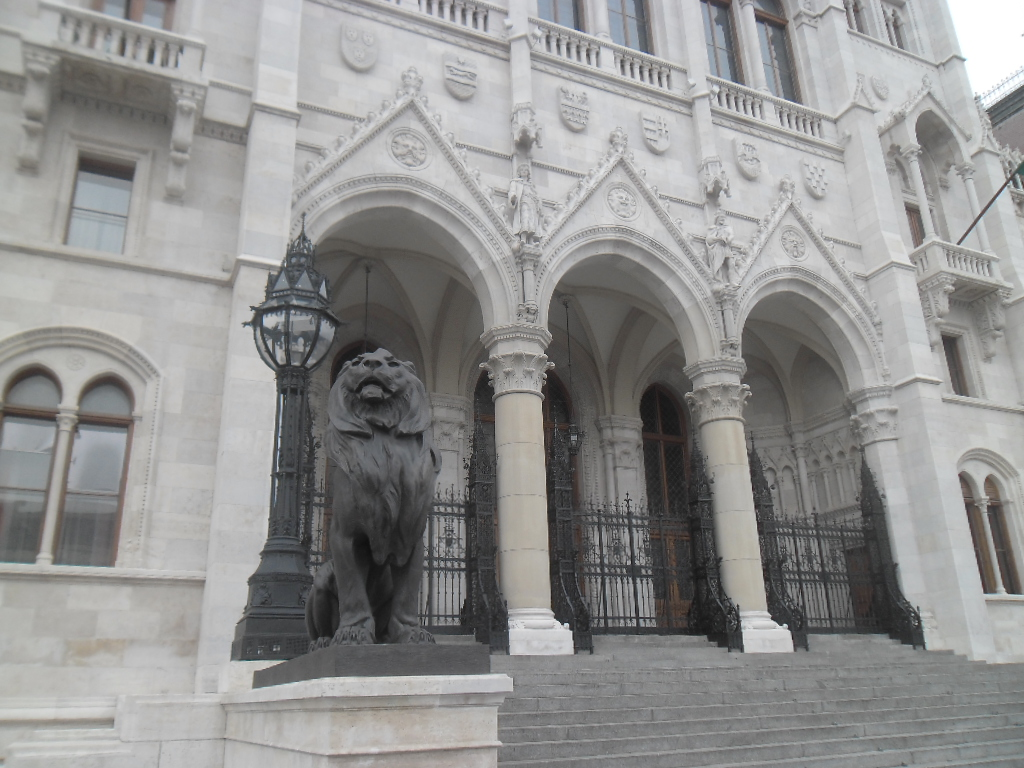
背面入口
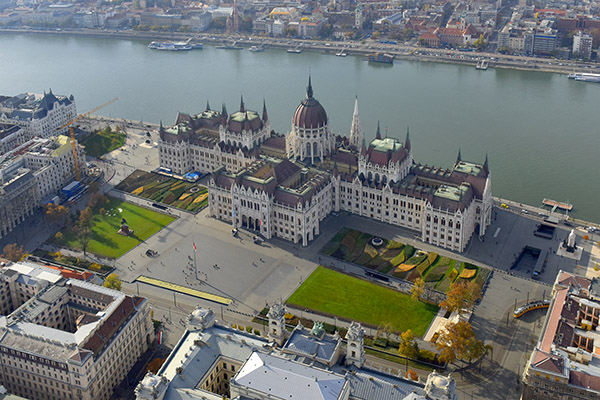
背面一側的俯瞰圖
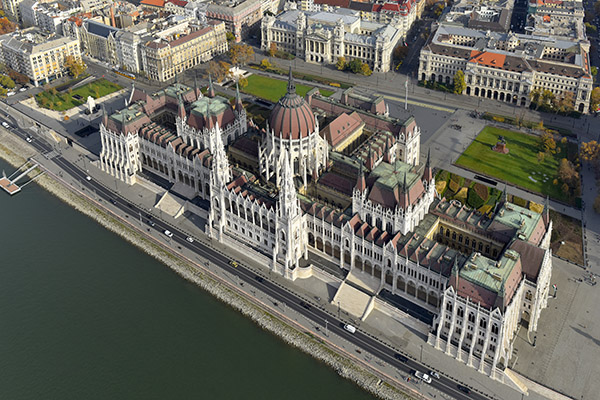
正面一側的俯瞰圖
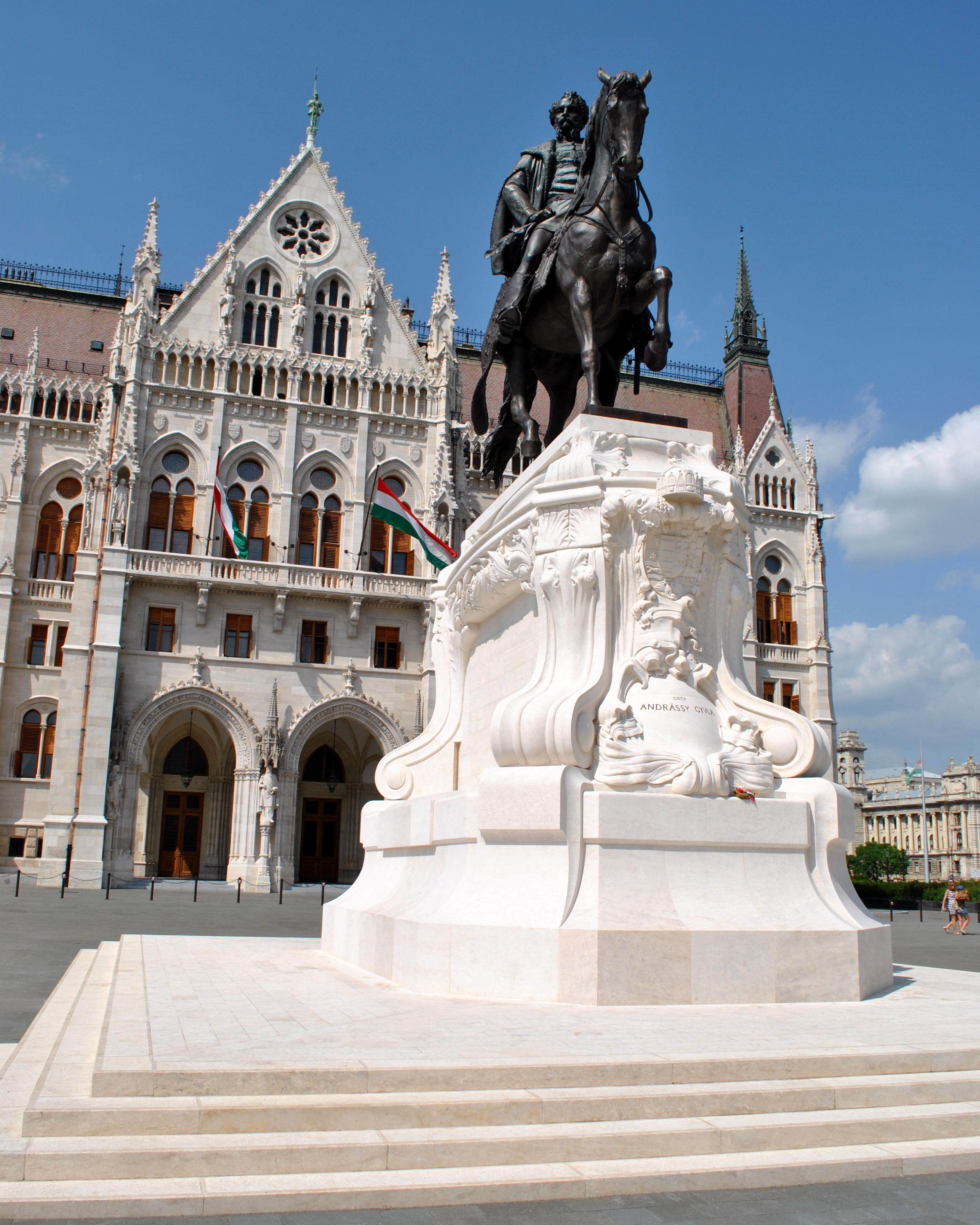
安德拉希·久洛的雕像
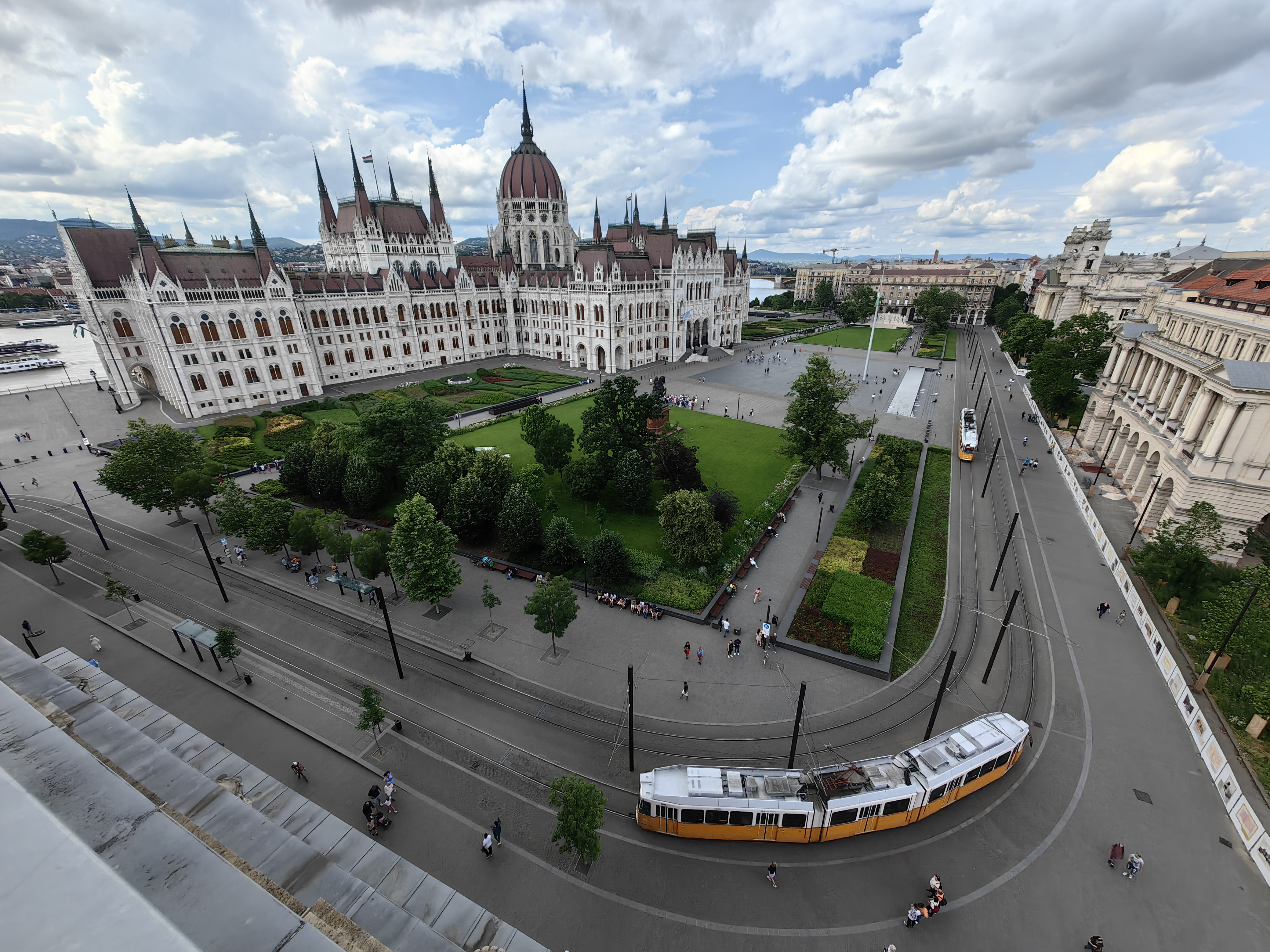

### 郵票
- 1918年郵票上的國會大廈
- 1918年郵票上的國會大廈

## 外部連結
- Parliament site （页面存档备份，存于）
- House of the Nation: Information system of the Hungarian National Assembly
- Assembly hall for 199 and formerly 386 Members of Parliament